# 中国致公党上海市委员会
中国致公党上海市委员会，简称致公党上海市委、上海致公党，是中国致公党在上海市的地方组织。